# Ludwik Tadeusz Eberman
Ludwik Tadeusz Eberman (ur. 4 kwietnia 1885 w Wiedniu, zm. 8 kwietnia 1945 w Winterthur) – polski konstruktor silników spalinowych i naukowiec.

## Życiorys
Urodził się w rodzinie Wilhelma oraz Amalii z d. Jampolskiej. Uczęszczał do gimnazjum w Czerniowcach, a następnie do II Gimnazjum we Lwowie, które ukończył w 1903 r. i podjął studia na wydziale budowy maszyn lwowskiej Szkoły Politechnicznej, zostając jej absolwentem w roku 1907. Ukończone z wyróżnieniem studia uzupełniał w Pradze, na tamtejszej Deutsche Technische Hochschule Prag. Jesienią 1908 zatrudnił się w krakowskiej Fabryce Maszyn L. Zieleniewskiego, odpowiadając tam za konstruowanie walców drogowych i za produkcję silników spalinowych. Od 1910 do 1918 pracował w MAN w Augsburgu, gdzie szybko został kierownikiem oddziału wysokoprężnych silników okrętowych, projektując i nadzorując produkcję silników używanych w niemieckich oraz austro-węgierskich okrętach podwodnych w czasie I wojny światowej. Równolegle z pracą w MAN robił karierę naukową – w 1912 r. obronił pracę doktorską nt. okrętowych silników Diesla, uzyskując za nią wyróżnienie, a od początku stycznia 1914 został profesorem nadzwyczajnym maszynoznawstwa na swojej macierzystej uczelni, choć z powodu wojny i zaangażowania go w ważną militarnie działalność w MAN, zajęcia we Lwowie mógł zacząć dopiero w połowie 1918 r. W 1920 uzyskał tytuł profesora zwyczajnego, od 1921 był kierownikiem Katedry Motorów Cieplikowych (późniejsza nazwa – Katedra Budowy Silników Tłokowych), był też wybierany na stanowiska dziekana Wydziału Mechanicznego Politechniki Lwowskiej na kadencje 1925/26 oraz 1935/36. Od 1919 prowadził też własne biuro konstrukcyjne, później został również dyrektorem technicznym Warszawskiej Spółki Akcyjnej Budowy Parowozów. Projektował w okresie międzywojennym silniki wysokoprężne dla lokomotyw i elektrowni, również dla europejskich klientów zagranicznych; wziął udział w pracach nad polskim czołgiem 10TP. Podczas II wojny światowej mieszkał w Szwajcarii, wykładając na politechnice w Zurychu.
Był współautorem podręcznika o silnikach wysokoprężnych „Schnellaufende Dieselmaschinen”, mającego 3 wydania (pierwsze z 1912, Berlin). Był członkiem m.in. Polskiego Towarzystwa Politechnicznego, Automobilklubu Polskiego i Towarzystwa Tatrzańskiego.